# Rambutsinella
Genre
Rambutsinella est un genre de collemboles de la famille des Lepidocyrtidae.

## Distribution
Les espèces de ce genre se rencontrent en Asie du Sud-Est et en Asie de l'Est.

## Liste des espèces
Selon Checklist of the Collembola of the World (version du 25 août 2019) :
- Rambutsinella grinnellia (Wang, Chen & Christiansen, 2004)
- Rambutsinella honchongensis Deharveng & Bedos, 1996
- Rambutsinella scopae Deharveng & Bedos, 1996

## Publication originale
- Deharveng & Bedos, 1996 : Rambutsinella, a new genus of Entomobryidae (Insecta: Collembola) from southeast Asia. Raffles Bulletin of Zoology, vol. 44, no 1, p. 279-285 (texte intégral).